# تمدن
تمدن یا مدنیت (به انگلیسی: Civilization) به هرجامعه پیچیده که دارای ساختارهای یک‌جانشینی، طبقه‌بندی اجتماعی، شکلی از مدیریت، ساماندهی اجتماعی و سامانه نمادین ارتباطی مانند دستگاه نوشتاری (خط) باشد گفته می‌شود.
دانش و مهارت زندگی در انسان در جمع تکامل می‌یابد. یک بدون آموزگار باید همه چیز را از آغاز پژوهش کند و بیازماید و عمر یک انسان به ساخت تمدن نمی‌رسد مگر با انتقال تجربه‌هایش به دیگران؛ پس تمدن روند تکامل و پیشرفت انسان‌ها برای زندگی بهتر است و با همزیستی شهروندی و بجاگذاری راه و روش زندگی برای آیندگان در نسل‌های پیاپی با گذشت هزاران سال پدید می‌آید. پس می‌توان گفت که هرتمدن مستقلی هزاران سال ریشه نهفته در تاریخ تا شکل‌گیری داشته است. و امری‌ست برآمده از همزیستی بشری سابقه ایجاد تمدن در کشورها وابسته به دوران پیشین آنها بوده برپایه همزیستی و فراگیری نسل‌ها از پیشینیان. هرگونه ستیزه‌جویی و تقسیم‌بندی انسان‌ها برپایه‌های غیر انتخابی مانند نژاد و باور از پیرامون راهبند پیشرفت تمدن‌هاست به‌جز تقسیم‌بندی برپایه رعایت اصول همزیستی پس عنوانی به نام تمدن دینی که امری شخصی است عنوانی مجعول است و ناساز با مفهوم تمدن ما می‌توانیم جامعه‌ای با باوری غالب داشته باشیم نه تمدن منسوب به دین. تمدن به معنای پذیرش شهرنشینی، پذیرش نظم و قانون و سایر شئون اجتماعی و همکاری افراد اجتماع با یکدیگر است؛ و برای شکل‌گیری یک تمدن عناصر متعددی تأثیرگذار است که عبارت است از: علم، نظم، امنیت، تعاون و همکاری.
.در ایران هم تمدنی که ظهور زرتشت و پادشاهی مادها و سپس پادشاهی هخامنشی که بلندای همزیستی را با منشور کورش بزرگ در گستره‌ای عظیم از جغرافیای شناخته شده آن زمان فراگیر نمود و نقشی پررنگ و جاودانه در سرنوشت تمدن بشری به جای نهاد پیشینه‌ای هزاران ساله را می‌نمایاند برای نمونه تمدنی به اسم ایلام در پیرامون و منطقه خوزستان امروزی برپا بوده است یک تمدن با توسعه دولت، طبقه‌بندی اجتماعی، شهرنشینی و سامانه‌های نمادین ارتباطی فراتر از زبان گفتاری طبیعی (یعنی یک سیستم نوشتاری) مشخص می‌شود. تمدن‌ها اغلب با ویژگی‌های دیگری از جمله کشاورزی، معماری، زیرساخت‌ها، پیشرفت‌های فناوری، پول، مالیات، مقررات، و تخصص نیروی کار نیز شناخته می‌شوند. تمدن‌ها سکونتگاه‌های پرجمعیت و سازمان‌یافته‌ای هستند که با طبقات اجتماعی و سلسله درجه‌هایی که شامل نخبگان حاکم و جمعیت‌های شهری و روستایی تابع تقسیم می‌شوند که به کشاورزی، معدن کاری، تولید و بازرگانی مشغول هستند.  قدرت را متمرکز می‌کند و کنترل انسان را بر طبیعت، از جمله بر سایر انسان‌ها گسترش می‌دهد.

## ریشه‌شناسی

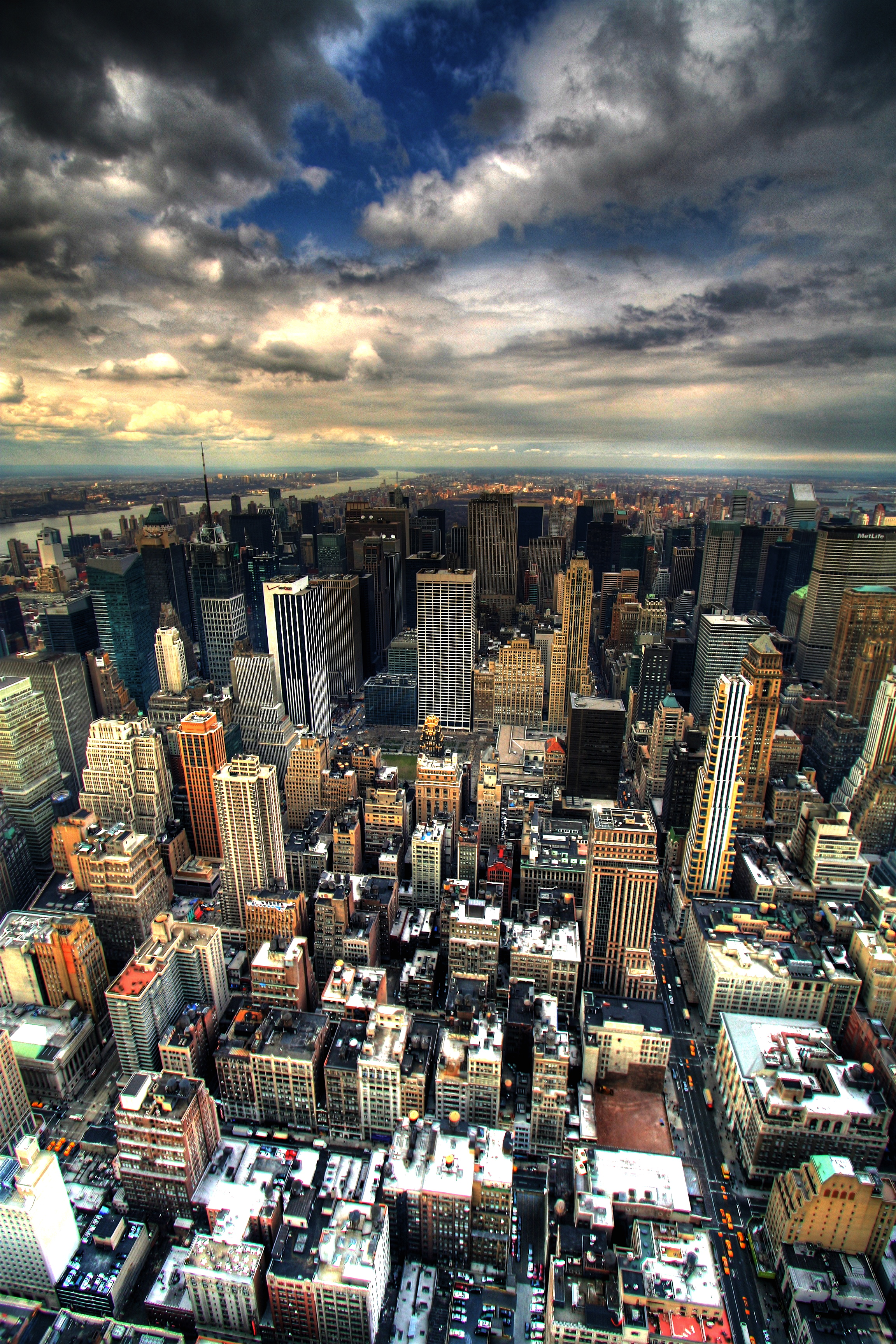
مرکز شهر نیویورک. شهرها از نمادهای اصلی تمدن به حساب می‌آیند.

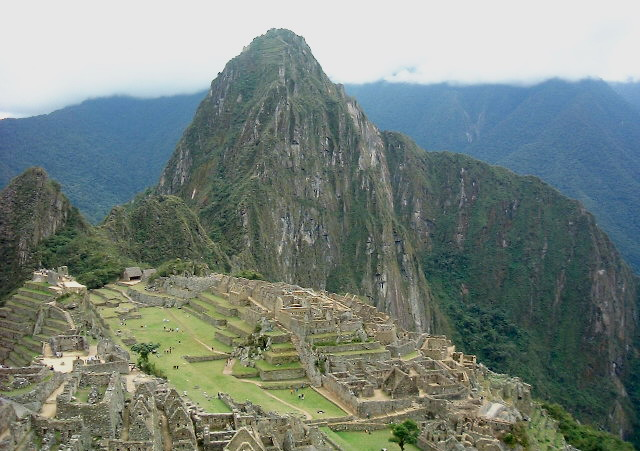
خرابه‌های شهر ماچو پیچو، «شهر گم شده اینکاها»، معروف‌ترین نماد تمدن اینکاها تلقی می‌شود.

تمدن هم معنی با واژه فارسی شهرنشینی و شهریگری و مصدر عربي از باب تفعل و اسم مصدر فارسي است.  تعریف تمدن در فرهنگ عميد چنين آمده است: “شهرنشين شدن، خوی شهری برگزيدن و با اخلاق مردم شهر آشنا شدن، همكاری مردم با يكديگر در امور زندگاني و فراهم ساختن اسباب ترقي و آسايش خود".
واژهٔ تمدن معانی متفاوتی دارد که به جامعهٔ بشری مربوط است . کلمه تمدن برابر کلمه لاتین شهرنشین بودن یا شهروندان Civis و شکل وصفی آن Civilis است. متمدن شدن اساساً به معنی شهرنشین شدن است. به عنوان نمونه برای استفاده از واژهٔ تمدن در علم حقوق می‌توان به این مورد اشاره کرد که در تمدن روم؛ قانون افراد غیرنظامی در یک کتاب بزرگ و کامل به‌نام Corpus Juris Civilis در سده ۱۶ برای امپراتور ژوستینیان (۵۶۵ تا ۴۸۳ پیش از میلاد) جمع‌آوری شده بود؛ که دوباره کشف شده و توسط استادان و کارشناسان قانون در نخستین دانشگاه که در اروپای غربی در بلونیا در سده ۱۱ تأسیس شده بود، مورد استفاده قرار گرفت.
از سال ۱۳۸۸ میلادی، کلمه Civilis به زبان انگلیسی وارد شده این واژه در سال ۱۷۲۲ میلادی با مفهومی نزدیک به واژهٔ تمدن استفاده شده‌ است که معنی آن متضاد و مخالف بربریت بوده‌است.

## معنای اصطلاحی تمدن
گرچه مفهوم تمدن به‌طور عام از دیرباز وجود داشته و ابن‌خلدون با کلید واژه‌های «العمران» و «الحضارة» به آن پرداخته‌ است؛ ولی واژه و مفهوم اصطلاحی تمدن به معنای امروزی از قرن ۱۸ میلادی براساس دیدگاه انسان محور در مغرب‌زمین شکل گرفته و دانشمندان علوم اجتماعی تعریف‌هایی متفاوت از آن ارائه کرده‌اند؛ گروه زیادی آن را مترادف با فرهنگ یا شکلی پیشرفته‌تر از آن دانسته و برخی دیگر حوزهٔ معنایی آن دو را از یکدیگر جدا کرده‌اند.
با وجود گوناگونی تعریف‌ها و دشواری ارائهٔ تعریفی واحد از مفهوم تمدن، وجود سازمان و نظم اجتماعی و پیشرفت مادی و معنوی انسان، نقطهٔ مشترک بسیاری از دیدگاه‌های دانشمندان علوم اجتماعی‌اند.

## پایه‌های تمدن
تمدن را می‌توان به شکل کلی عبارت از نظم اجتماعی دانست که در نتیجهٔ وجود آن، خلاقیت فرهنگی امکان‌پذیر می‌شود و جریان پیدا می‌کند. در تمدن چهار رکن و عنصر اصلی را می‌توان تشخیص داد که عبارت‌اند از:
1. ساختار اقتصادی
2. سازمان سیاسی
3. خصوصیت اخلاقی
4. بسط فرهنگ و هنر

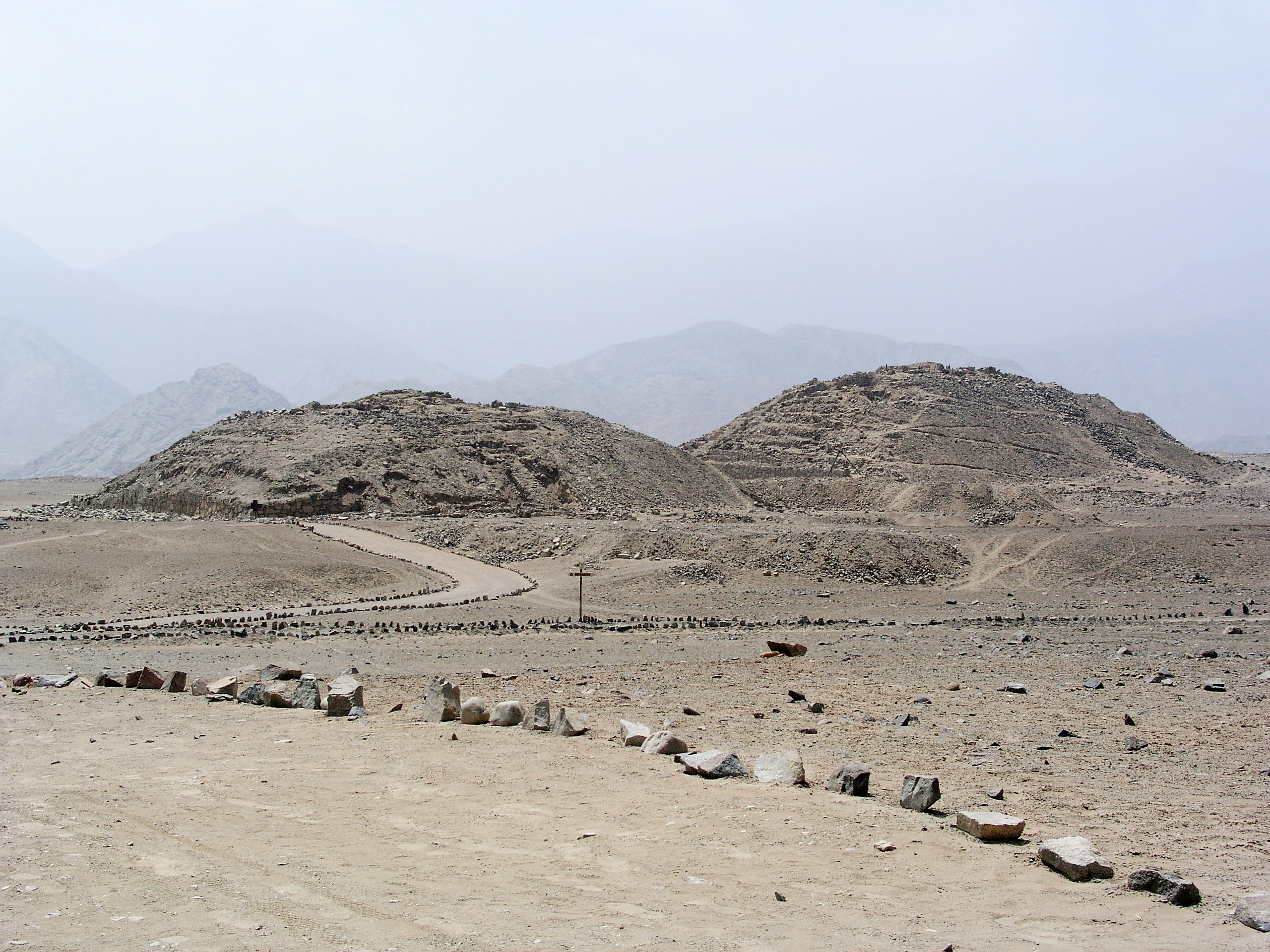
کارال نورته چیکو، کهن‌ترین تمدن شناخته شده در نیمکره غربی.

در ساده‌ترین حالت تعریف ادبی کلمهٔ تمدن به معنی یک جامعهٔ ترکیبی و پیچیده است.
از نظر فنی انسان‌شناس‌ها مفهوم تمدن را در شمار بسیاری مردمانی که در شهرها زندگی می‌کنند و غذا و خوراک خود را از کشاورزی تهیه می‌کنند، در جوامع به هم پیوسته با مردمانی که در گروه‌های نمادین زندگی می‌کنند، در جامعه‌های قبیله‌ای با مردمانی که در گروه‌ها و محل‌های کوچک زندگی می‌کنند، در مردمان وابسته به هم بیابانگرد کوچ‌کننده که با شکار کردن و جمع‌آوری مواد غذایی زندگی می‌کنند، و نیز در قبیله‌هایی که با کار کردن در باغ‌های تولید گل و میوه و سبزیجات امرار معاش می‌کنند می‌یابند.
البته وقتی که این کلمه به صورت صفت استفاده می‌شود فقط به بعضی از گروه‌های بشری گفته می‌شود و شامل جوامع و مردمان دیگر نمی‌شود.

### جامعه بشری به صورت کلی
کلمه تمدن بعضی وقت‌ها می‌تواند به جامعهٔ بشری به صورت کلی اشاره کند، مانند آنچه که در جمله‌های «یک جنگ هسته‌ای می‌تواند تمدن بشریت را محو کند» یا جملهٔ «من خوشحال هستم که پس از هفته‌ها گم‌شدن و سرگردانی در میان وحشی‌ها به سلامتی دوباره به تمدن خود بر می‌گردم». به‌علاوه، این کلمه در این مورد برای اشارهٔ بالقوه به تمدن جهانی استفاده می‌شود.

### یک استاندارد برای رفتار
کلمهٔ تمدن همچنین می‌تواند به معنی استانداردی برای رفتار مشابه رفتار محترمانه و رسمی اجتماعی استفاده شود. رفتار متمدن یا مدنی نقطهٔ مقابل بربریت یا رفتار بد و ناخوشایند تلقی می‌شود. در این مفهوم، تمدن به معنی مهارت و تخصص نیز می‌باشد. به عنوان مثال، مردمی که در یک روستایی کوچک کار می‌کنند اما دارای مهارت‌هایی هستند، می‌توانند افراد متمدن یا مدنی به‌شمار آیند.

## ویژگی‌های تمدن
از لحاظ ادبی، یک تمدن عبارت از یک جامعهٔ پیچیده‌است که از یک جامعهٔ ساده و ابتدایی‌تر متمایز می‌شود. هر فردی در یک جامعه و با یک فرهنگ متفاوت زندگی می‌کند ولی همهٔ افراد در یک تمدن زندگی می‌کنند. از نظر تاریخی، تمدن‌ها بعضی چیزهای مشترک دارند و همه وجوه مشترک فوق را دارند. بعضی از این وجوه مشترک توسط وی گردون چایلد پیشنهاد شده‌است.
- تکنیک‌های پیشرفته و جدید مربوط به کشاورزی، مانند استفاده از نیروی انسانی، چرخاندن خرمنکوب و آبیاری می‌باشند. این موارد کشاورزان را قادر می‌سازند که مواد غذایی مازاد بر احتیاج خود تهیه کنند که بیشتر از مقدار لازم برای استفاده و مصرف خود آن‌ها می‌باشد.
- بخش مهمی از جمعیت انسان‌ها وقت خود را برای فراهم کردن مواد غذایی صرف نمی‌کنند. این کار امکان تقسیم نیروی کار و کارگران را فراهم می‌کند. افرادی که وقت خود را به کار تولید مواد غذایی صرف نمی‌کنند، می‌توانند به جای آن در زمینه‌های دیگر مانند صنعت، جنگ، علوم یا امور مذهبی فعالیت کنند. علت این کار، تهیهٔ مواد غذایی مازاد می‌باشد که در بالا توضیح داده شد.
- گردهمائی بعضی تولیدکنندگان دیگر به‌جز تولیدکنندگان مواد غذایی در محل‌های اسکان دائمی شهرها نامیده می‌شوند.
- تمدن‌ها به نوعی در برابر همه نیازهای حقیقی و زیباشناختی مردم خود مسئول‌اند و به سرعت خواهان تکمیل خود هستد و اگر چه درون‌زایی لازم را نداشته باشند خود را با تقلید، اشباع و تکمیل می‌کنند.
- یک فرم تشکیلات اجتماعی که می‌تواند یک ریاست، در اداره و مدیریت یک خانوادهٔ اعیانی یا اصول و قوانین یک خانوادهٔ بزرگ از مردم، یا جامعه یک کشور، باشد که گروه قانون‌گذار آن‌ها توسط یک دولت یا بروکراسی انجام می‌شود. قدرت سیاسی در شهرها متمرکز می‌شود.
- کنترل موسساتی و رسمی مواد غذایی توسط گروه قانون‌گذار، دولت یا بروکراسی است.
- تأسیسات پیچیده و بزرگ، موسسات رسمی اجتماعی مانند موسسات مذهبی و آموزشی و تأسیسات غیررسمی‌تر در جوامع دیگر می‌باشند.
- توسعه و ترقی‌های بزرگ و پیچیده و تغییرات اقتصاد را شکل می‌دهند. این مورد شامل توسعه و گسترش تجارت می‌باشد و می‌تواند به کسب درآمد و پول و رونق بازار کمک کند.
- افزایش کیفیت مواد و وسایل موجود در جوامع بزرگ بیش از جوامع ساده‌تر می‌باشد.
- توسعهٔ تکنولوژی‌های جدید توسط افرادی صورت می‌گیرد که در کار تولید مواد غذایی دخالت ندارند. در تمدن‌های اولیه و قدیمی‌تر ذوب فلزات یک توسعهٔ خیلی مهم بود.
- توسعه و ترقی پیشرفتهٔ هنرها مخصوصاً نوشتن و تألیف.

با این تعریف، بعضی جوامع، مانند یونان، به‌طور مشخصی متمدن هستند، ولی جوامع دیگر مانند مردمان بیابانگرد به‌طور واضحی متمدن نیستند. اما با وجود این، این تمایز همیشه واضح نیست. در مناطق شمال غربی اقیانوس آرام در کشور ایالات متحده، برای مثال، صید فراوان ماهی‌ها، برای مردم غذای مازاد بر احتیاج فراهم می‌کند که آن‌ها را از پرداختن به کار کشاورزی بی‌نیاز می‌کند. مردمی که در این مناطق به‌طور دائمی مقیم هستند، یک سلسله مراتب اجتماعی، داشتن مواد و وسایل کافی و کارهای هنری پیشرفته (که معروف‌ترین آن‌ها قطب توتم می‌باشد)، همه را بدون نیاز به کار کشاورزی پیشرفته دارا هستند.
ارزیابی بعضی از تمدن‌های اخیر و کنونی مطابق موارد زیر خلاصه شده‌است:
1. همه تمدن‌ها از وضعیت و موقعیت کوچکی شروع شده و سبک‌ها و اصول خود را با ایجاد سیستم‌های کشوری و دولتی برای حفظ و نگهداری ارزش‌ها و دستاوردها تأسیس کرده‌اند.
2. تمدن‌های موفق بعداً گسترش و رشد داشته، در یک مد و سبک افزایشی بزرگ و بزرگ‌تر شده‌اند و توسعه پیدا کرده‌اند.
3. آن‌ها سپس به حداکثر حد توسعهٔ خود رسیده‌اند و سعی می‌کنند که ثبات و قدرت خود را برای مدت زمان طولانی حفظ و نگهداری کنند.
4. رقابت بین کشورها و دولت‌ها دریک تمدن نتیجهٔ ایجاد احاطه و تسلط یکی از آن‌ها بر دیگری‌ها شده‌است.
5. احاطه و تسلط ممکن است غیرمستقیم یا در سا
6. در دراز مدت تمدن‌ها یا افت و فروپاشی پیدا کرده یا با تمدن‌های بزرگ‌تری که تمدن‌های بیشتر فعال و پویایی بوده‌اند جایگزین شده‌اند.

## رابطه بین دو واژهٔ تمدن و فرهنگ
- برخی تمدن و فرهنگ را مترادف یکدیگر به کار می‌برند.[۶]
- گروهی دیگر فرهنگ را در نقطهٔ مقابل تمدن قرار می‌دهد. در این مضمون، معنی فرهنگ تغییر کرده همهٔ عقاید و آفرینش‌های انسانی مربوط به اسطوره، دین، هنر و ادبیات را شامل می‌شود. حال آنکه تمدن به حوزهٔ خلاقیت انسانی مرتبط با فناوری (تکنولوژی) و علم اشاره می‌کند. خط، تکنولوژی و علم عمومی‌ترین معیارهای مورد استفاده بوده‌اند. همراه با این معیارها، از خصوصیت‌های دیگری نیز استفاده شده‌است که در مشاهدهٔ تجربی، فرهنگ‌ها غالباً با آن‌ها پیوستگی داشته‌اند: وجود شهرها، وجود ناهمگنی جمعیتی که بر اثر تقسیم پیچیدهٔ کار با هم مرتبط شده‌اند و تمرکز قدرت اقتصادی و سیاسی.
- برخی دیگر تمدن را شامل فرهنگ دانسته‌اند با این توضیح که تمدن شامل سخت‌افزارها نیز می‌شود.

گوردون چایلد خصوصیات ممیزهٔ تمدن را این گونه توضیح می‌دهد: «.. گرد آمدگی جمعیت‌های بزرگ در شهرها، تفکیک تولیدکنندگان اولیه (ماهیگیران، برزگران و از این قبیل) به افزارمندان متخصص تمام وقت، بازرگانان، مأموران دولتی، روحانیون و حکمرانان در میان جمعیت‌ها، تمرکز مؤثر قدرت اقتصادی و سیاسی؛ استفاده از علائم قراردادی برای ثبت و انتقال اطلاعات (خط) و همچنین واحدهای قراردادی اوزان و مقادیر، زمان و مکان، که به پیدایش نوعی علم ریاضی و تقویمی انجامیده‌اند.»
«همهٔ تمدن‌ها و از جمله تمدن‌های بزرگ امروزی و عهد باستان، فقط نمونه‌های خاصی از فرهنگ به‌شمار می‌روند، که از نظر کمیت محتوایی شان و پیچیدگی الگوبندی شان از یکدیگر متمایزند، ولی از لحاظ کیفیت با فرهنگ‌های اقوام به اصطلاح نامتمدن فرقی ندارند.»

## تمدن به عنوان هویت فرهنگی

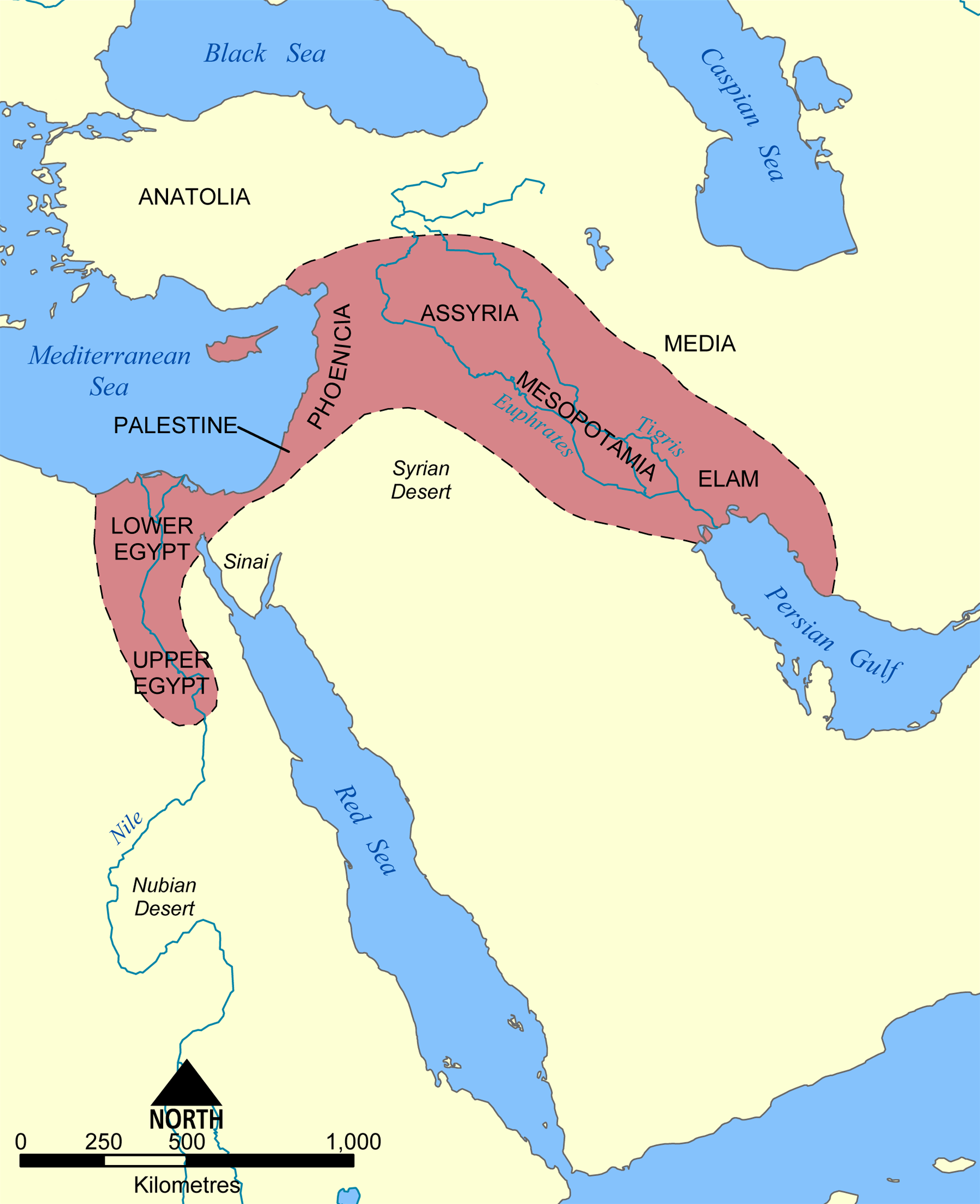
هلال حاصلخیز خاورمیانه.

تمدن می‌تواند توصیف‌کنندهٔ هویت فرهنگی یک جامعه پیچیده و بزرگ یا فقط توصیف‌کنندهٔ یک جامعه باشد. هر جامعه، تمدن، یا فاقد مجموعه به‌خصوصی از عقاید و آداب و رسوم است یا مجموعه خاصی از این ویژگی‌ها و هنرها را دارد که آن را منحصر به فرد می‌سازد. تمدن‌ها بیشتر بر فرهنگ تأکید دارند که در برگیرنده ادبیات، هنرهای تخصصی و حرفه‌ای، معماری، مذهب سازمان یافته و رسوم و سنت‌های پیچیده‌ای است و همه این‌ها در خدمت توسعه یک جامعه خاص هستند. طبیعت تمدن چنان است که همواره می‌خواهد گسترش بیابد و افراد بیشتری تابع آن شوند.
به هر صورت بعضی از قبیله‌ها یا مردم حتی امروزه در سال (۲۰۰۸) غیر متمدن مانده‌اند. این فرهنگ‌ها ابتدایی نامیده می‌شوند. آن‌ها دولتی براساس سلسله مراتب‌های سازمانی، مذهب سازمان یافته، سیستم نگارش یا پول ندارند. ممکن است سلسله مراتب کمی وجود داشته باشد، برای مثال احترام به افراد مسن‌تر و بزرگ‌ترها، که یک مورد دو جانبه و بدون زور و اجبار با نوعی از توافق دو جانبه باشد. ممکن است دولتی درآن‌ها وجود نداشته باشد، یا حداقل نوع متمدنی از دولت نباشد که ما بیشتر با آن آشنا هستیم.
جهان متمدن با معرفی و شناساندن کشاورزی، نگارش و تألیف، و مذهب به جوامع قبیله‌ای ابتدایی گسترش می‌یابد. بعضی قبیله‌ها با میل و رضایت رفتارهای متمدن و مدنی را اختیار و قبول می‌کنند، اما برخی تمدن‌ها با زور و اجبار گسترش می‌یابند؛ چنانچه قبیله‌ای نخواهد که از کشاورزی استفاده کند، یا مذهب معینی را بپذیرد، اغلب با زور و اجبار از سوی مردمان متمدن و پیشرفته مجبور می‌شود که قبول کند و معمولاً این اجبار مردمان متمدن، به خاطر تکنولوژی پیشرفته آنها، موفق می‌شود.

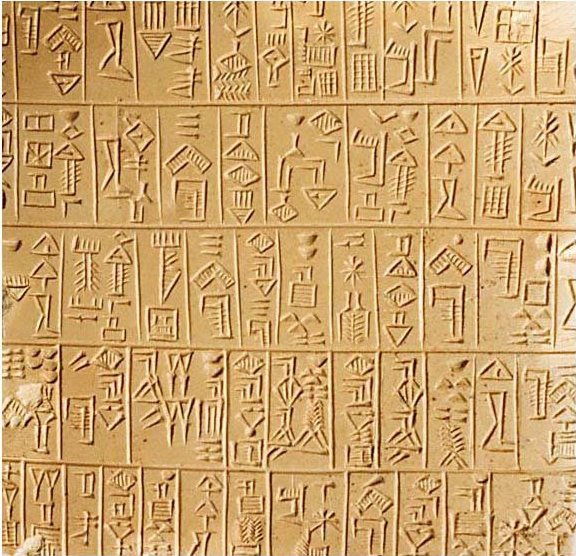
۲۶ قرن قبل از میلاد مسیح کتیبه خط میخی به زبان سومری.

برای جهان غیرمتمدن خیلی مشکل است که با خشونت افراد متمدن مقابله کند، چون این کار به معنی مقابله با استانداردهای جهان متمدن، و به مفهوم زور و خشونت مدرن (جنگ) می‌باشد. آنها برای هرگونه مقابله و جنگ با جهان متمدن باید آمادگی و توسعه لازم را بیابند.
بنابراین فرهنگ پیچیده‌ای که با تمدن همراه است، گرایش به گسترش و نفوذ در فرهنگ‌های دیگر دارد، و برخی مواقع آنها را در خود هضم و محو می‌کند (نمونه این واقعیت تمدن چینی و نفوذ آن در کره، ژاپن، ویتنام و غیره است) بعضی تمدن‌ها واقعاً فرهنگ‌های بزرگ و عظیم جهانی دارند که شامل ملت‌ها و مناطق بسیاری می‌شوند.
بسیاری از تاریخ‌نویسان در مورد این فرهنگ‌های گسترده جهانی مطالعه و تحقیق کرده‌اند، و تمدن‌ها را به مانند واحدهای مجزا تصور کرده‌اند. آوسوالد اسپنگر، از فلاسفه اوایل سده ۲۰، از کلمه آلمانی Kultur، مترادف Culture برای بیان مفهومی که ما تمدن می‌نامیم استفاده می‌کند. او گفته‌است که پیوستگی تمدن براساس یک سمبل فرهنگی مجرد است. تمدن‌ها از آغاز تشکیل و در مدت حکومت و استیلا و افول و فروپاشی خود چرخه‌های مختلفی را تجربه می‌کنند. اغلب توسط یک تمدن جدید و با یک فرهنگ نوین قوی، که براساس یک سمبل جدید فرهنگی شکل می‌گیرد جایگزین می‌شوند. گوردون چایلد، باستانشناس سرشناس استرالیایی، در ۱۴ آوریل ۱۸۹۲ به دنیا آمد. وی تحصیلات خویش در خصوص باستانشناسی را در دانشگاه‌های سیدنی و آکسفورد ادامه داد. وی در دانشگاه‌های مختلفی همچون دانشگاه لندن به تدریس باستانشناسی پرداخت. باستانشناسی بدون گوردون چایلد شاید امروزه فاقد بسیاری از مبانی باستانشناسی بود. وی در ۱۹ اکتبر ۱۹۵۷ در حالی دنیا را وداع گفت که پس از بازنشستگی از دانشگاه لندن قصد نگارش کتابی دیگر را داشت که اجل به او فرصت این کار را نداد.
رخی از آراء گوردون چایلد را در انسان‌شناسی می‌توان در دو کتاب سیر تاریخ و انسان خود را می‌سازد جستجو کرد. او برای تکامل تکنولوژی اهمیت زیادی قائل است، و می‌گوید که تکامل تکنولوژی کلیدی است که فهم مراحل فرهنگی و اجتماعی انسان را بیشتر می‌کند. هر مرحله‌ای تکامل و تحولات تکنولوژیک را به‌عنوان یک انقلاب فرهنگی - اجتماعی می‌داند، مثلاً می‌گوید: وقتی انسان از ۹ هزار سال پیش به اهلی کردن نباتات و دام‌ها پرداخت، در واقع به یک انقلاب فرهنگی عظیمی دست زده‌است، این انقلاب تولید مازاد را در پی داشته که حاصل آن رشد جمعیت بوده‌است.

## تمدن‌ها به عنوان سیستم‌های پیچیده

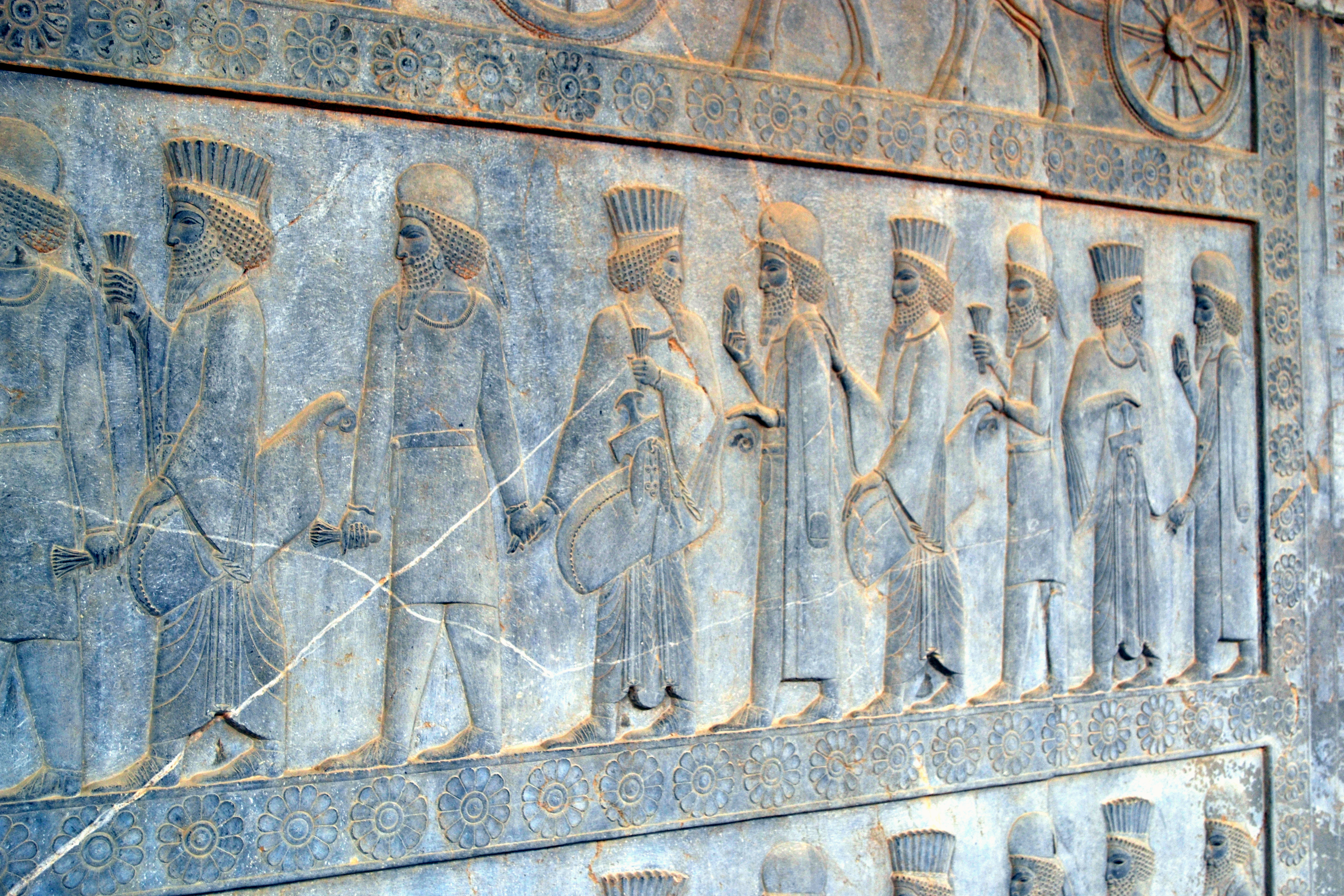
تصویری از همبستگی، هم‌آمیزی و صلح‌آمیزی مادها و پارس‌ها و شکل‌گیری روابط تازه برای ایجاد شاهنشاهی هخامنشی؛ کاخ آپادانای تخت جمشید. در این دیوار‌نگاره، مادها با کلاه‌های گرد و پارس‌ها با کلاه‌های کنگره‌دار، قابل شناسایی هستند.

گروه دیگری از نظریه‌پردازان، که از سیستم تئوری استفاده می‌کنند، به تمدن‌ها به عنوان سیستم‌های پیچیده یا شبکه‌ای از شهرهایی که با فرهنگ‌های قبل از شهری باهم ادغام شده‌اند و با روابط اقتصادی، سیاسی، نظامی، دیپلماتیک و فرهنگی فی‌مابین تعریف شده‌اند، مورد بررسی و کاوش قرار می‌دهند.
برای مثال، جین جاکوبس در تئوری شهرنشین‌ها، شهرها را مانند موتورهای اقتصادی تعریف می‌کند که برای ایجاد شبکه بزرگی از مردم کار می‌کنند به گفته او فرایند و عملکرد اصلی که این شبکه‌های شهری را ایجاد می‌کند جایگزینی مهم است. جایگزینی مهم فرایند و عملکردی است که در آن شهرهای حومه و اطراف شروع به جایگزینی کالاها و خدماتی که قبلاً از شهرهای پیشرفته وارد و ارائه می‌شدند، می‌کنند. جایگزینی موفقیت‌آمیز واردات، رشد اقتصادی را در این شهرهای حومه و جانبی به وجود می‌آورد و به این شهرها امکان می‌دهد که بعداً کالاهای خود را به شهرهای کمتر توسعه یافته در فرا دریاهای خود صادر کنند و شبکه اقتصادی جدیدی را به وجود آورند. بدین جهت جاکوبس توسعه اقتصادی را در شبکه‌های گسترده و وسیعی به جای هر جامعه با فضای فرهنگی مجزا و منفرد بررسی و تحقیق می‌کند.
تئوریسین‌های سیستم‌ها به روابط بسیار بین شهرها، شامل روابط اقتصادی، تبادل فرهنگی و روابط سیاسی، دیپلماتیک، نظامی می‌نگرند. این موارد اغلب در مقیاس‌ها و بعدهای مختلف اتفاق می‌افتند. برای مثال، شبکه‌های تجاری تا قرن نوزدهم میلادی خیلی بزرگ‌تر و گسترده‌تر از جنبه‌های فرهنگی یا سیاسی بودند. راه‌های مهم و ادامه‌دار تجارت و بازرگانی، شامل جاده ابریشم از طریق آسیای مرکزی و اقیانوس هند راه‌های ارتباطی دریایی بودند که امپراتوری روم، امپراتوری ایران، هندوستان و امپراتوری چین را بهم پیوند می‌دادند و در ۲۰۰۰ سال قبل موقعی که تمدن‌ها به ندرت روابط سیاسی، دیپلماتیک، نظامی یا فرهنگی مشترک باهمدیگر داشتند، تأسیس شده بود.
بسیاری از تئوریسین‌ها دربارهٔ کل جهان که قبلاً به صورت ترکیبی از یک «سیستم جهانی» منفرد بود، یک فرایند و عملکردی که به عنوان جهانی شدن شناخته شده‌است، بحث می‌کنند. تمدن‌ها و جوامع مختلف در سراسر جهان به‌طور اقتصادی، سیاسی و حتی فرهنگی وابستگی‌هایی در زمینه‌های مختلف دارند. بحث‌ها و مشاجراتی موقع شروع این ترکیب و اینکه چه نوع ترکیب فرهنگی، تکنولوژیکی، اقتصادی، سیاسی، یا نظامی دیپلماتیک می‌باشد و چه نشانگر کلیدی در تعیین زمینه تمدن دخالت دارد، وجود داشته‌است.
دیوید ویلکینسون پیشنهاد کرده‌است که ترکیب اقتصادی و نظامی دیپلماتیک بین‌النهرین و تمدن مصریان در ایجاد آنچه که او آن را «تمدن مرکزی» در حدود سال ۱۵۰۰ قبل از میلاد مسیح می‌خواند، تأثیر داشته‌است. تمدن مرکزی بعداً توسعه یافت و شامل تمام خاورمیانه و اروپا شد و در توسعه بعدی نیز در مقیاس جهانی با ایجاد مستعمره نشین‌هایی در کشورهای آمریکایی، استرالیا، چین و ژاپن تا قرن نوزدهم میلادی شامل شد. بر طبق نظریه ویلکینسون، تمدن‌ها می‌توانند به‌طور فرهنگی متفاوت و چندگانه، مانند تمدن مرکزی، یا مرتبط همسان و یک نوع مانند تمدن ژاپنی باشند. آنچه که هانتینگون آن را «صدای تمدن‌ها» می‌نامد ممکن است توسط ویلکینسون به عنوان صدای جنبه‌ها و موارد فرهنگی در داخل تمدن جهانی منفرد مشخص شوند.
نکات دیگر در مورد جنگ‌های صلیبی به عنوان نخستین مرحله در جهانی شدن تلقی می‌شود. دیدگاه‌های بیشتر بحث‌ها و گفتگوها دربارهٔ شبکه جوامعی است که از زمان‌های قدیم تا به حال گسترش و توسعه یافته و از هم پاشیده شده و افت پیدا کرده‌اند و در اقتصاد و فرهنگ جهانی شده کنونی نتیجه استعمار اروپایی‌ها هستند، می‌باشند.

## آینده تمدن‌ها
دانشمند سیاستمدار ساموئل هانتینگتون دربارهٔ تعریف مشخصات و ویژگی‌های قرن ۲۱ میلادی بحث کرده که صدای تمدنها برطبق دیدگاه‌های هانتینگتون برخوردهای بین تمدن‌ها را با برخوردهای بین ملت‌ها و کشورها و ایدئولوژی‌ها که در قرون نوزدهم و بیستم میلادی مشخص و متمایز شده‌اند، جایگزین خواهند شد.
در زمان حاضر، تمدن جهانی در مرحله‌ای است که مشخصات و ویژگی‌هایی به عنوان جامعه صنعتی ایجاد کرده‌است که جامعه زمین‌داری به وجود آمده که متعاقب آن بوده‌است. بعضی آینده‌نگران عقیده دارند که تمدن در حال تغییر و انتقال است و جامعه جهانی یک جامعه بین‌المللی خواهد شد.
تاریخ‌نویس مشهور ویلیام مک گاغی به‌طور نمونه، تاریخ جهان را در موقعیت پنج تمدن که به‌طور متوالی به وجود آمده‌اند که هر کدام با یک تکنولوژی ارتباطی جدیدی معرفی شده‌اند. تمدن در اساس با یک شکل نوشتار ایدئوگرافیکی شروع می‌شود. نوشتار الفبایی، چاپ، ضبط الکترونیکی، پخش و اشاعه و ارتباط کامپیوتری چهار تمدن باقی‌مانده را معرفی کرده‌اند و تمدن آخری در دوران اولیه و پیدایش خود است. آینده تمدن بستگی به فرایندها و عملکردهای سازمان یافته و ارگانیک که مشابه تمدن‌های ماقبل و اولیه می‌باشند، بستگی دارد. تا یک درجه و سطح معین ما می‌توانیم، آینده را با مشاهده دوره‌های تمدن‌های گذشته پیشگویی کنیم. ارتباطات کامپیوتری آینده جامعه جهانی را شکل خواهد داد.
کارداشو اسکیل تمدن را براساس پیشرفتگی سطح تکنولوژیکی مشخص کرده و مخصوصاً با مقدار انرژی یک تمدن که آن را قادر به تسلط و کنترل می‌کند، آن را می‌سنجد. کارداشو اسکیل مراحل تکاملی برای تمدن‌ها را از دیدگاه نظر تکنولوژیکی پیشرفته بیشتر از ارزش‌های موجود می‌داند.

## پایان تمدن‌ها
نظریه‌پردازان توضیحات بسیاری دارند که برای فروپاشی تمدن‌ها ارائه کرده‌اند.
- کار بزرگ و گسترده ادوارد گیبون دربارهٔ فروپاشی و خزان امپراتوری روم یک مثال نمونه‌ای برای خزان و فروپاشی تمدن‌ها شده که با تقسیمات تاریخی پتراچ بین دوران دوره کلاسیک یونان باستان و امپراتوری روم و موفقیت‌های دوران میانه و رنسانس از نظر گیبون می‌باشد.

نزول و فروپاشی امپراتوری روم تأثیر طبیعی و غیرقابل اجتناب گسترش و بزرگی بیش از حد متوسط بود موفقیت کامل اصول فروپاشی و نزول قدرت را فراهم می‌کند، که علت انهدام و فروپاشی با افزایش پیروزی‌ها و تسلط بر ملت‌ها و سرزمین‌های زیاد چندبرابر می‌شود و موقعی که اوضاع زمان یا یک حادثه و اتفاق حمایت‌ها و پشتیبانی ضمنی و مجازی را از بین می‌برد، بزرگی و گسترش کامل باعث رشد و ایجاد فشاری علیه و متضاد خود آن می‌شود. داستان و قصه‌های خرابه‌ها یا خرابی‌ها ساده و آشکار است: و به جای این سؤال که چرا امپراتوری روم منقرض شد، بهتر است که ما به این مسئله توجه کنیم که چرا آن برای مدت طولانی توانسته بود به حیات خود ادامه دهد، گیبون اظهار داشته‌است که آخرین واقعه‌ای که باعث سقوط و فروپاشی امپراتوری روم شد، سقوط شهر قسطنطنیه به دست ترکان عثمانی در سال ۱۴۵۳ بعد از میلاد مسیح بوده‌است.
- تئودور مومسن در کتاب تاریخ روم، بیان داشته‌است که فروپاشی و انحلال امپراتوری روم با سقوط امپراتور روم غربی در سال ۴۷۶ بعد از میلاد همراه بود و او به یک آنالوژی بیولوژیکی شروع و آغاز، رشد وتوسعه، پیر و فرسوده شدن، اضمحلال و فروپاشی و از دست دادن قدرت عقیده دارد.
- اوسوالد اسپنگلر در کتاب فروپاشی و نزول غرب تقسیمات استعمارگری پتراچ را رد کرده و گفته‌است که تنها هشت تمدن کامل و مهم وجود داشته‌است. رشد فرهنگ‌ها که او آن را علت توسعه تمدن امپریالیستی را که به‌طور فوق‌العاده‌ای گسترش می‌یابند و در آخر از هم می‌پاشند، با شکل‌های دموکراتیک رهبری دولت‌ها در قدرت و سرمایه‌داری و در نهایت امپریالیسم به حساب آورده و در مورد آن بحث کرده‌است.
- آرنولد تایبنه در اثر جاودانی خود مطالعه و بررسی تاریخ اظهار داشته‌است که تعداد بسیار زیادی تمدن وجود داشته‌است، که شامل تعداد کوچک‌تری تمدن‌های محصور شده و تمدنهایی که در چرخه مومسن معرفی شده‌اند، می‌باشند. علت افت و نزول تمدن‌ها که موقع یک توسعه و گسترش فرهنگی به توسعه و گسترش استعماری و وابستگی شده‌اند که آن هم منجر به توسعه نیروی کار داخلی و کارگران و نیروی کار خارجی شده‌اند.
- ژوزف تاینتر در کتاب فروپاشی و اضمحلال جوامع پیچیده اظهار داشته‌است که یک برگشت زائل‌کننده به پیچیدگی وجود دارد که دولت‌ها به حداکثر پیچیدگی و تکامل مجاز می‌رسند، موقع افزایش واقعی برگشت منفی بیشتر از هم پاشیده خواهند شد. تاینتر می‌گوید که امپراتوری روم در قرن دوم میلادی به این وضعیت، تکامل و پیچیدگی کامل رسیده بود.
- جیرد دیاموند در کتاب اخیر خود، فروپاشی: دربارهٔ اینکه جوامع چطور راه افت و فروپاشی یا موفقیت را برمی‌گزینند، می‌گوید پنج دلیل مهم برای فروپاشی و اضمحلال ۴۱ فرهنگ بررسی شده وجود داشته‌است.
  - بلایای محیطی مانند ازبین رفتن زمین‌ها و محل‌های طبیعی و چین خوردگی و ازبین رفتن خاک.
  - تغییر آب و هوا
  - وابستگی به تجارت با کشورهای فرادریایی برای منابع مورد نیاز.
  - افزایش سطح زور و خشونت داخلی و خارجی، مانند جنگ یا تجاوز نظامی
  - اعتراضات اجتماعی به مشکلات داخلی یا محیطی
- پیتر تورچین حرکت‌های تاریخی و آندری کوروتویو در کتاب مقدمه‌ای بر ماکرودینامیک اجتماعی در مورد آن سخن گفته‌است. چرخه‌های مادی و گرایش‌های خوشبینانه اظهار می‌دارد که تعدادی از مدل‌های ریاضی فروپاشی تمدن‌های زمینداری را توضیح می‌دهد. برای مثال، منطق اساسی تورچین مدل شکل حساب دموگرافیک سالیانه است که می‌تواند چنین خلاصه شود: در طی مرحله آغازین دموگرافیک اجتماعی چرخه ما سطوح خیلی مرتبط با تولید و ایجاد سرمایه و مصرف را مشاهده می‌کنیم، که نه فقط معیارهای رشد جمعیت را بالا می‌برد، بلکه معیارهای مازاد تولید را هم افزایش می‌دهد. در نتیجه در طی این مرحله جمعیت می‌تواند مالیات‌ها را بدون مشکلی پرداخت کند، جمع‌آوری مالیات‌ها خیلی آسان است و رشد جمعیت با رشد درآمد کشور و دولت همراه‌است. در طی مرحله میانی، افزایش جمعیت افزایش بیش از حد باعث کاهش تولید سرمایه و سطح مصرف می‌شود، این مسئله جمع‌آوری مالیات‌ها را مشکل و مشکل‌تر می‌کند و رشد درآمدهای دولت و کشور متوقف می‌شود، تا جایی که رشد هزینه‌های دولت به علت رشد جمعیت توسط دولت کنترل می‌شود. در نتیجه در طی این مرحله دولت مشکلات مالی و اقتصادی قابل ملاحظه‌ای را تجربه می‌کند و با آن مواجه می‌شود. در طی مرحله نهایی قبل از مرحله فروپاشی، افزایش بیش از حد جمعیت باعث کاهش بیشتر تولید سرمایه و درآمد ملی می‌شود، مازاد تولید بیشتر کاهش پیدا می‌کند، درآمدهای دولت از بین می‌روند تا جایی که دولت نیاز بیشتر و مبرمی به منابع برای کنترل رشد جمعیت می‌بیند. این وضعیت نتیجتاً به قحطی و کمبود مواد غذایی، اپیدمی، ورشکستگی دولت، فروپاشی دموگرافیک و تمدن مطابق عقاید (پیتر تورچین) در کتاب حرکت‌های تاریخی می‌شود.

توضیحات عموماً برای فروپاشی تمدن از آنالوژی بیولوژیکی افراد مقیم به درک سیستماتیک اکولوژیکی که فرهنگ‌های پایدار و باثبات در ایجاد آن موفق نمی‌شوند، استفاده کرده‌است.

## نکات منفی تمدن
تمدن از نکات و دیدگاه‌های مختلف زیادی به دلایل بسیار مورد انتقاد قرار گرفته‌است. اما با وجود این، بعضی انتقادها به همه جنبه‌های تمدن بیشتر از تعدادی که دربارهٔ اثرات خوب و بد آن بحث و مشاجره کرده‌اند، تأکید داشته‌اند.
مخالفان معروف و شناخته شده تمدن، افرادی هستند که به‌طور داوطلبانه زندگی در خارج از حیطه آن تمدن را برمی‌گزینند. این افراد و مردم شامل انزواطلبان و مذهبی ریاضت‌کش‌ها در مواقع و محل‌های مختلفی می‌باشند و سعی می‌کنند تا نفوذ تمدن را بر زندگی خود حذف کنند تا بتوانند زندگی و عمر خود را در مسائل مذهبی و دینی وقف کنند. درویش‌ها و راهبه‌ها که با ریاضت کش‌ها و ترک دنیاها زندگیی جدا از روال معمولی تمدن‌ها در پیش می‌گیرند. در قرن نوزدهم میلادی پوچ‌گراها عقیده دارند که تمدن خیلی توخالی است و ماتریالیست‌ها می‌خواهند یک جامعه زمینداران عمده عاری از تفاوت‌ها و تمایزهای شهری بنا نهند.
تمدن‌ها یک ملایمت و انعطاف‌پذیری در مقابل تسلط و گسترش نشان داده‌اند. وقتی که تمدن‌ها تشکیل شده‌اند، مواد غذایی بیشتری تولید شده و تملک مادی و مالی جامعه هم افزایش یافته، اما سرمایه اصلی فقط در دست سردمداران و افراد قدرتمند جمع شده‌است. روال عمومی زندگی میان جوامع قبیله‌ای راهی برای حکومت روسای قبیله و رهبران آن و سلسله مراتب‌ها و توارث فامیلی در حکومت شده‌است. چون سلسله مراتب‌ها قادر به تولید منابع مورد نیاز و کافی و مواد غذایی مازاد برای تأمین نیازهای سپاه و نیروهای نظامی می‌باشند، تمدن‌ها قابلیت تسلط و پیروزی بر فرهنگ‌های همسایه خود را داشته‌اند و زندگی آن‌ها را به روش‌های مختلفی تغییر داده‌اند. با این رویه تمدن‌ها شروع به گسترش و توسعه به خارج از قاره اوراسیا در سراسر جهان تا در ۱۰۰۰۰ سال قبل کردند - و امروز در جنگل‌های مناطق فرادریایی آمازون و گینه جدید کار خود را به اتمام می‌رسانند.
بسیاری از محیط‌گرایان از تمدن برای تخریب و از بین بردن محیط زیست انتقاد می‌کنند. بجهت رشد فزاینده و فشرده کشاورزی و جوامع شهری، تمدن‌ها گرایش دارند که وضعیت محیط طبیعی و ساکنان آن را خراب کرده یا تغییر دهند. این مورد بعضی وقت‌ها به عنوان «فرهنگ احاطه‌کننده» مورد بررسی قرار می‌گیرد. طرفداران این نظریه عقیده دارند که جوامع سنتی در آرامش و سازگاری بیشتر و بهتری از افراد متمدن با طبیعت زندگی می‌کرده‌اند، مردمی که با طبیعت بیشتر از تسلط برآن کار می‌کرده‌اند. زندگی با ثبات و پایدار حرکتی است که بعضی از افراد و مردمان متمدن را به احیای سازگاری و زیستن با طبیعت دوباره دوباره سوق می‌دهد. ابتدایی گرایی (بی‌دولت‌خواهی) یک فلسفه کاملاً مخالف با تمدن است. ابتدایی گرایان تمدن‌ها را به محدود کردن قابلیت‌ها و قدرت‌های بشر، ظلم کردن به ضعیفان و صدمه زدن به محیط زیست متهم می‌کنند. آن‌ها می‌خواهند که به روش‌های خیلی ابتدایی زندگی برگردند که خود را در بهترین شرایط و علاقه به طبیعت و افراد بشر درآورند. رهبر این طرفداران ابتدایی‌گری جان زرزان است که منتقد او راجر سندال می‌باشد.
اما با وجود این، همه منتقدان تمدن در زمان گذشته و حال عقیده ندارند که روش ابتدایی زندگی بهتر است. بعضی اظهار داشته‌اند که روش جایگزین سومی هم وجود دارد که از بسیاری جهات و جنبه‌های این کلمه نه ابتدایی و نه «متمدن» است. این مورد به عنوان شکل متفاوت رادیکال و افراطی تمدن توصیف می‌شود. کارل مارکس به‌طور نمونه، عقیده داشته‌است که شروع تمدن‌ها شروع ظلم و ستم و تخریب و نابودی بوده‌است، اما با این وجود اعتقاد داشت که بر این موارد به‌طور طبیعی غلبه خواهد شد و کمونیسم بر سراسر جهان پیروز و مسلط خواهد شد. او کمونیسم را نه به عنوان یک برگشت به وضعیت خوشایند و بیشتر سازگار گذشته می‌داند، بلکه یک جهش بزرگ و عظیمی به جلو به یک مرحله جدیدی از تمدن دانسته‌است. تئوری برخورد همچنین در علوم اجتماعی تمدن فعلی جهان را بر اساس احاطه و تسلط بعضی افراد و ملت‌ها را توسط افراد و ملت‌های دیگر را مشاهده و بررسی می‌کند؛ اما هیچ‌گونه قضاوت اخلاقی در این موارد ارائه نمی‌کند.
در میان مکاتب و مدارس فکری و عقیدتی مشرق زمین تائوئیسم یکی از نخستین مورد این مکاتب بود که ارتباط کنفوسیوسی‌ها را در مورد تمدن رد کرد.

## ابهام دربارهٔ عبارت تمدن
همانطوری‌که در بالا گفته شد، کلمه «تمدن» تعداد زیادی معنی دارد و آن می‌تواند باعث سردرگمی و عدم درک درست و کامل شود.
اما با وجود این، «تمدن» می‌تواند یک کلمه خیلی با معانی عمیق و پیچیده باشد. این کلمه کیفیت‌ها و ارزشهایی در ذهن انسان مانند تکامل، بشری بودن و آراستگی و عظمت ایجاد می‌کند. در حقیقت، مردمان زیادی از جوامع متمدن، خودشان را در وضعیت بسیار عالی در مقابل بربریان که فاقد تمدن هستند، ملاحظه کرده‌اند.
بسیاری از انسان‌شناس‌های قرن نوزدهم میلادی به تئوریی که توسعه و تکامل فرهنگی نامیده می‌شود، برگشته‌اند. آن‌ها اعتقاد دارند که مردم به‌طور طبیعی از یک کشور ساده و ابتدایی به یک کشور و دولت متمدن با شرایط بهتر و عالی‌تر پیشرفت می‌کنند برای مثال: جان وسلی پاول همه جوامع را در گروهای ابتدایی و بدون تمدن، بربریت و متمدن طبقه‌بندی می‌کنند که دو تای اول مطابق شرایط او انسان‌شناس‌های فعلی را متعجب و حیرت‌زده می‌کند. در اوایل قرن بیستم میلادی نخستین شکاف‌ها در این دیدگاه جهانی در داخل تمدن غربی مشاهده شد؛ مثلاً ژوزف کونراد در رمان قلب تاریکی‌ها در سال ۱۹۰۲ دربارهٔ کشور آزاد کنگو اظهار داشت که بیشتر رفتارهای ابتدایی و غیر متمدن از اروپائیان سفیدپوست ناشی می‌شود. این سلسله مراتب دیدگاه جهانی توسط شناسایی مقصر در جنگ جهانی اول و جنگ جهانی دوم و غیره به‌طور خیلی جدی بررسی کرده‌اند.
امروزه بیشتر دانشمندان جامعه‌شناس اعتقاد دارند که بعضی موارد در ارتباط گرایی فرهنگی، نشان می‌دهند که جوامع پیشرفته به‌طور ذاتی خوب و عالی، خیلی بشری یا خیلی کامل و پیشرفته بجز تکنولوژی و بعضی گروه‌های پیشرفته نمی‌باشند. این نظریه ریشه‌ها و علل مخصوص بخود را در نوشته‌ها و تألیفات فرانتس بائوس دارد.
یک تعداد کم از محققان نظریه ارتباط گرایی بائوس و علم روال اصلی جامعه را رد می‌کنند. بیولوژیست انگلیسی جان بیکر در کتاب خود در سال ۱۹۷۴ به نام «نژاد» ۲۰ معیار در ارائه می‌کند که تمدن‌های پیشرفته را نسبت به تمدن‌های غیرپیشرفته متمایز می‌کند. بیکر سعی می‌کند که روابط بین فرهنگ‌های تمدن‌ها و جایگزینی نامناسب بیولوژیکی رهبران و تأسیس کنندگان آن‌ها را نشان دهد.
بسیاری از نظریه‌پردازان بعد از مدرنیسم بخش قابل ملاحظه‌ای از عموم در سطح وسیعی اظهار می‌دارند که تقسیمات جوامع به «متمدن» و «غیرمتمدن» یک مفهوم دیکتاتوری و بی‌معنی دارد. در یک سطح اساسی، آن‌ها می‌گویند که تفاوتی بین جوامع متمدن و قبیله‌ای وجود ندارد، که هر کدام به سادگی اعمالی را انجام می‌دهد که می‌تواند با منابع دیگری که دارد آن‌ها را انجام دهد. در این نظریه مفهوم «تمدن» برای کلونی‌ها و مستعمره‌ها، امپریالیسم، نسل‌کشی و خشونت و کشتار دسته جمعی کاملاً عادلانه‌است.
از سوی دیگر منتقدان این نظریه اظهار می‌دارند که تفاوت‌های واقعی بین تمدن و جوامع قبیله‌ای یا جوامع شکارچی-دانه جمع‌کننده وجود دارد. بر طبق آنچه که آن‌ها می‌گویند مدهای تشکیلات اجتماعی، به صورت بنیادی در جوامع شهری پیشرفته و کامل که تعداد بسیار زیادی از مردم و افراد مختلف را به شهرها جمع می‌کنند، فرق می‌کنند. به‌علاوه، این مسئله ابراز می‌شود که فعالیت‌های اقتصادی تخصصی و پیشرفته تقسیمات نیروی کار که تمدن‌ها را مشخص و متمایز می‌سازد، استانداردهای بهتری برای زندگی ساکنان خود فراهم می‌کنند.
بخاطر همه دلایل ذکر شده در بالا، بسیاری از محققان امروزه از استفاده از کلمه «تمدن» به عنوان کلمه واحد و منحصر بفرد اجتناب می‌کنند و آن‌ها ترجیح می‌دهند که از کلمه «جامعه شهری» یا «جامعه کشاورزی پیشرفته و کامل» که کمتر مبهم، بیشتر کلمات خنثی و بی‌طرف می‌باشند، استفاده کنند. اما با وجود این کلمه تمدن هنگام توصیف جوامع ویژه مانند «تمدن مایان» در همان استفاده آکادمیک همگانی خود را باقی مانده‌است.

## تمدن‌های اولیه
تمدن‌های شناخته شده اولیه (که به لفظ سنتی تعریف شده‌اند) گوبکلی‌تپه (به کردی: Girê Navokê) (به ترکی استانبولی: Göbeklitepe) با قدمت ۱۲ هزار سال قبل از میلاد در استان شانلی‌اورفه ترکیه و نزدیکی مرز سوریه قرار دارد این تپه به‌عنوان دیرینه‌ترین مکان پرستش و رسوم دینی شمرده می‌شود، که تاریخ دوازده‌هزارسالهٔ آن گواهی یافتن نخستین مکانی است که بشر در آن به تعداد زیادی زیسته‌است. این اثر تاریخی، باید کار گروه عظیمی انسان در آن منطقه باشد.
قدیمی‌ترین خرسنگ‌های کشف شده در گوبکلی تپه قرار دارد. این خرسنگ که قدمتش به دوران نوسنگی پیش از سفال آمی‌رسد از بیست دایره تشکیل شده که در کل شامل دویست ستون سنگی به ارتفاع تقریبی شش متر هستند. کاربرد این خرسنگ‌ها معلوم نیست اما نظریه غالب بر این است که کسی در پیرامون آن سکونت نداشته و صرفاً به منظور پرستش ساخته شده‌است.
تمدن بین‌النهرین بین رودخانه‌های دجله و فرات در دنیای مدرن امروزی کشور عراق نامیده می‌شود و پرسیا که در دنیای مدرن امروزی ایران و دره رود نیل که مصر، تمدن دره هندوس در منطقه‌ای که امروزه پاکستان و شمال هندوستان و توسعه موازی تمدن‌های چینی در هوآنگ هو، رودخانه زرد (و دره رودخانه یانگ تسه در چین) که تمدن‌های کوچک‌تری هم در ایلام در دنیای امروزی ایران و در جزیره کرت در دریای آدریاتیک مانند تمدن اولمک که در دنیای امروزی مکزیک نامیده می‌شود، به وجود آمده‌اند.
ساکنان این مناطق شهرهایی ساخته، سیستم‌های نوشتن به وجود آورده، کوزه‌گری و سفال‌سازی و استفاده از فلزات، استفاده از حیوانات اهلی را یادگرفته‌اند و ساختار اجتماعی پیشرفته‌ای را با سیستم‌های کلاسی یادگرفته‌اند. همچنین این مسئله مهم است که تمدن‌ها در مناطق شمالی و جنوبی جنگل‌های بارانی آفریقای غربی پیش از ارتباط با اروپائی‌ها (گانا) به وجود آمده‌اند.

### تمدن سومری از سال ۳۵۰۰–۲۳۳۴ قبل از میلاد مسیح
بین‌النهرین به‌طور رسمی محل تولد سومری‌ها بود که از سال ۴۰۰۰ تا ۳۵۰۰ قبل از میلاد با تشکیل آکاد به وجود آمده بود. سنگ‌های قدیمی گرانیتی که هنوز هم یافت می‌شوند تاریخهایی در حدود ۹۰۰۰ سال قبل از میلاد مسیح قدمت دارند و در رود اردن قرار دارند. نخستین محلهای اسکان در جریکو، هزاره نهم قبل از میلاد که دوره پیش از کوزه‌گری به‌شمار می‌رفت، فرهنگ PPNA که محتملا راهی برای اسکان بعدی افراد هموار ساخته‌است، که شامل اسکان اولیه هزاره هشتم قبل از میلاد مسیح (خانه‌هایی با آجرهای گلی، احاطه شده توسط دیوارهای سنگی و داشتن یک برج ساخته شده از سنگ در روی دیوار) می‌باشند. در این دوران شواهدی دال بر گندم، جو و نخود و شکار حیوانات وحشی می‌باشد. (اما با وجود این، هیچ نشانه‌ای که بر شکل گرفتن جوامع (تمدن‌های اولیه) با مردمی که محیط‌های اطراف آن‌ها زندگی می‌کنند، وجود ندارد. همین‌طور، تا هزاره ششم قبل از میلاد ما مواردی را پیدا می‌کنیم که آنچه را که بر مقبره‌ها و پرستش و اعتقادات مذهبی قدیمی که به‌طور زیادی اعمال و رفتارهای مذهبی عمومی و همگانی را در این مناطق اتفاق افتاده، نشان می‌دهد این اطلاعات پیدا شده که شامل مجموعه‌ای از دفینه‌ها (با استخوان‌های باقی‌مانده که اسکلت کامل نیستند، فک‌ها و آرواره‌ها از بین رفته، صورت‌ها با آب آهک پوشانده شده و سکه‌های فلزی که به جای چشم‌ها استفاده شده‌است، چیزهای یافت شده دیگر در این مناطق شامل ابزارهای سنگی و استخوانی، شکل‌ها و پوسته‌های گلی و سفالی و ظروف مالاشیت می‌باشد. در حدود ۱۵۰۰ تا ۱۲۰۰ پیش از میلاد جریکو و شهرهای دیگری مانند کانان به عنوان سمبلی از امپراتوری مصریان می‌باشد.
چندین کیلومتر دورتر به‌طرف جنوب غربی اور، اریدو جنوبی‌ترین مجموعه‌هایی از شهر-معابدهای اولیه، در سومر، جنوب بین‌النهرین با این محلهای سکنی که طبق سنگ نبشته‌های زغالی در حدود ۵۰۰۰ سال پیش از میلاد بوده‌اند. تا هزاره چهارم (پیش از میلاد) در نیپور که ما پیدا کرده‌ایم، در رابطه با زیگورات و شرین، یک آبراه و راه دریایی که از آجر و خشت به شکل کمان می‌باشد. دست نبشت‌های سومریان که بر وسایل سفالی یا گلی نوشته شده‌اند در نیپور به‌دست آمده‌اند. تا ۴۰۰۰ سال قبل از میلاد مسیح یک شهر قدیمی به نام سوسا در بین‌النهرین که احتمالاً از ادغام شدن دهکده‌های اولیه به وجود آمده بود کشف شده‌است. کتیبه دست نوشته سومریان که تاریخ آن به بعد از ۳۵۰۰ سال قبل از میلاد مسیح تخمین زده می‌شود، پیدا شده‌است. سومر که نخستین تمدن در ناحیه بین‌النهرین که حالا عراق امروزی است، که به عنوان نخستین تمدن جهان معروف شده‌است اما نخستین نیست.

### تمدن مصر۳۲۰۰–۳۴۳ قبل از میلاد مسیح
تمدن مصریان در دره رود نیل در حدود ۳۲۰۰ سال قبل از میلاد مسیح، تشکیل شد و در ۳۴۳ سال قبل از میلاد مسیح پایان یافت که شروع کنترل حکومت فراعنه یا فرعون‌ها بر مصر و یکی از سه تمدن قدیمی جهان بود. انسان‌شناس‌ها و شواهد انسان‌شناسی‌ها هر دو بر علوفه -خرد کردن فرهنگ کشاورزی در طول دره رود نیل در هزاره دهم قبل از میلاد با استفاده از داس و تیغه‌های برنده دلالت می‌کنند. اما فرهنگ دیگر شکارچی، ماهیگیرها و جمع‌کننده دانه و مواد غذایی توسط مردمانی که از ابزارهای سنگی استفاده می‌کردند، جایگزین آن شده‌است. همچنین شواهد نشان می‌دهند که مردمی که در نواحی جنوب غربی مصر در نزدیکی مرز سودان ۸۰۰۰ سال قبل از میلاد مسیح ساکن بودند. تغییرات آب وهوایی یا چرای بیش از حد دام‌ها و گله‌ها در حدود ۸۰۰۰ سال قبل از میلاد شروع به تخلیه و خارج شدن از سرزمین‌های مصر در ۲۰۰ سال قبل از میلاد مسیح کردند و قبیله‌های اولیه شروع به مهاجرت به دره رود نیل که می‌توانستند کارهای زراعت، اقتصاد خود را توسعه داده و ساکن شوند و جامعه بیشتر متمرکزی به وجود آورند، کردند. حیوانات اهلی و اهلی کردن حیوانات برای استفاده قبلاً از قاره آسیا بین ۷۵۰۰ تا ۴۰۰۰ سال قبل از میلاد مسیح به آنجا وارد شده بود. گله‌داری و دامپروری و تمدن کشت غلات در شرق صحرا در هزاره هفتم قبل از میلاد مسیح وجود داشت. نخستین کارهای هنری شناخته شده از کشتی‌ها در مصر باستان در حدود ۶۰۰۰ سال قبل از میلاد مسیح بوده‌است.
تا هزاره ششم قبل از میلاد، حکومت موروثی فراعنه مصریان در گوشه جنوب غربی مصر که گله‌های هردینگ در آنجا بود، سمبلهایی در سفالگری گرازین مربوط به هزاره چهارم قبل از میلاد دیده می‌شود که مشابه نوشته‌های سنتی هیروگلیف است در مصر باستان، ملات گلی و آهکی تا هزاره چهارم قبل از میلاد استفاده می‌شد، که نشان می‌دهد مصریان باستان سرامیک و وسایل سرامیک و چینی در اوایل سال‌های ۳۵۰۰ قبل از میلاد تهیه و استفاده می‌کرده‌اند. شواهدی که کاوشگران مصریان باستان به‌دست آورده‌اند که وسایل اصلی و اولیه که در بعضی از شعبه‌های جاده ابریشم استفاده و محافظت شده‌اند. موسسات طبی و پزشکی که در مصر شناخته شده‌اند در اول در سیرکا ۳۰۰۰ سال قبل از میلاد مسیح تأسیس شده‌اند. مصر باستان بخاطر ساختار اهرام سه‌گانه قدیمی و بلند خود معروف است و اشکالی از جراحی‌های اولیه، ریاضی و کشتی‌ها و قایق‌ها برای حمل و نقل به‌دست آمده‌است.

### تمدن دره سند، ۳۳۰۰–۱۷۰۰ قبل از میلاد مسیح
تمدن درهٔ سند در قرن ۳۳ قبل از میلاد مسیح در هاراپا شروع شد و چند قرن بعد توسط موهنجو-دارو ادامه یافت. تا ۲۸۰۰ سال قبل از میلاد مسیح به‌صورت یکی از بزرگ‌ترین و پیشرفته‌ترین تمدن‌های زمان خود درآمد، که شامل تمام پاکستان و قسمت بیشتر شمال هندوستان می‌شد. فرهنگ کشاورزی که در نخستین مرحلهٔ تمدن‌ها در آسیای جنوبی شناخته شده بود به تپه‌ها و کوهپایه‌های بلوچستان پاکستان هم منتقل شده بود که شامل مهرگره در ۷۰۰۰ سال قبل از میلاد مسیح می‌شد. این مردمان نیمه چادرنشین و بیابان‌گرد، کشت گندم و جو و پرورش گوسفند، بز و گله‌داری را انجام می‌دادند. سفال‌گری و کوزه‌گری در هزارهٔ ششم قبل از میلاد مسیح رواج و استفاده داشت. قدیمی‌ترین سنگ گرانیتی در مهرگاه در درهٔ سند، مربوط به ۶۰۰۰ سال قبل از میلاد است. محل‌های اسکان آن‌ها شامل ساختمان‌های گلی بود که به چهار بخش داخلی تقسیم شده بودند. حصیربافان مواد و وسایل پیچیده‌ای مانند سبدها، ابزارهای سنگی و ابزارهای استخوانی، گردنبندها، بازوبندها، آویزها و گاهی وسایل قیمتی حیوانی، صورت‌ها و لباس‌هایی از صدف دریایی، سنگهای آهکی، فیروزه، لاپیس لازولی، سنگ ماسه و مس صیقلی پیدا شده‌اند. تا هزارهٔ چهارم قبل از میلاد، شواهد بیشتری دربارهٔ تولید انتقال یافته‌است. تکنولوژی‌ها شامل سوراخ‌کن‌های سنگی و مسی، کوره‌های دمشی، کوره‌های بزرگ زیرزمینی و کوره‌های ذوب مس هستند. دکمه و وسایل چسباندن و اتصال، شامل طرح‌های هندسی هستند.
تا ۴۰۰۰ سال قبل از میلاد مسیح یک فرهنگ ماقبل هاراپا با شبکه‌های تجاری شامل لاپیس لازولی و مواد خام دیگر منتقل شده بود. دهکده‌ها به کاشت غلات دیگری مانند انواع نخود، تخم کتان، خرما و پنبه، همراه با تعداد زیادی از حیوانات اهلی و رام شده، شامل بوفالو یا گاومیش آبی که هنوز برای تولید انبوه محصولات کشاورزی در آسیای امروزی ضروری و لازم هستند، بوده‌است. همچنین شواهدی برای دریانوردی وجود دارد. باستان‌شناس‌ها یک کانال زمینی زهکشی و تسهیلات اسکله‌ای و بندری در شهر ساحلی لوتال در هندوستان کشف کرده‌اند که ممکن است قدیمی‌ترین بندر دریانوردی جهان باشد. قضاوت از روی بررسی‌های مختلف فرضیه‌های حقیقی شبکه‌های تجاری در بخش‌های مختلف افغانستان، سواحل ایران، شمال و مرکز هندوستان، بین‌النهرین شواهدی دیگر بر این تمدن قدیمی و بزرگ در این نواحی است.
باستان‌شناس‌هایی که اسکلت‌های دو انسان باقی‌مانده از ملوه‌ها، پاکستان را مطالعه کرده‌اند، کشف کرده‌اند که این افراد در تمدن دره سند اطلاعات و دانش پزشکی و دندان‌پزشکی را در آن دوران اولیه مانند سیرکا ۳۳۰۰ سال قبل از میلاد مسیح داشته‌اند. اخیراً در آنجا اطلاعات مربوط به دانش دندانپزشکی در ۷۰۰۰ سال قبل از میلاد مسیح پیدا شده‌است.
تمدن درهٔ سند، اعتبار زیادی برای استفادهٔ منظم و مستمر از سیستم یک شکل کسر اعشاری در اندازه‌گیری‌ها و تعیین وزن در زمان باستان دارد. همچون عدد یا عددهای منفی، فرضیه‌های حقیقی درهٔ سند باستان شامل گردنبندهای دست‌ساز از سنگ‌های درخشنده و زیبا است. تمدن درهٔ سند موارد خیلی اولیه و پیشین از طراحی شهری را داراست. شهرهای مهم آن شامل لوتال در ۲۴۰۰ سال قبل از میلاد مسیح و موهنجودارو در ۲۵۰۰ سال قبل از میلاد مسیح بوده‌اند. مطابق آنچه که در هاراپا و موهنجو-دارو به‌دست آمده و در راکهیگاهی، زولاویرا و هندوستان (اخیراً کشف‌شده)، طراحی شهری آن‌ها شامل نخستین سیستم‌های دفع فاضلاب شهری بوده‌است. شواهد دولت ایالتی مناسبی را نشان می‌دهند. خیابان‌ها بر طبق الگوی جدول کاملی کشیده شده بودند که با نیویورک مدرن قابل مقایسه است. ساختمان‌ها از سر و صدا و بوها و دودها و دزدها محافظت شده بودند. سیستم‌های دفع فاضلاب و تخلیهٔ پیشرفته و در تمام شهرهای درهٔ سند استفاده شده بودند و از نظر پیچیدگی، تفاوت زیادی با سایت‌های شهری معاصر خود در بین‌النهرین و مصر داشتند و بسیار پیشرفته‌تر از سایر مناطق عصر برنز یا حتی تمدن عصر آهن داشتند. این تمدن با شهرهای طراحی شده در ۱۷۰۰ سال قبل از میلاد به جهت خشک شدگی یکی از رودخانه‌های بزرگ مقدس و مهم که از رشته کوه‌های هیمالیا به دریای عرب جریان داشت و تغییرات زیست‌محیطی و آب و هوایی در منطقهٔ تمدن دره سند که آنجا را به یک بیابان خشک و خالی و لم یزرع مبدل کرد منقرض شد؛ به علت این خشکسالی شهرهای تمدن درهٔ سند متروک و تخلیه شدند و مردم آن‌ها از هم جدا شده و به مناطق حاصلخیز در منطقهٔ رودخانه گانگا- یامونا کوچ کردند.